# Вишняківка (Курманський район)
Вишнякі́вка (до 1945 року — Кодага́й; крим. Qodağay) — село Курманського району Автономної Республіки Крим.
Відстань від райцентру до населеного пункта становить 14 кілометрів по прямій.